# Circuitry Man
„Ultima frontieră nu este spațiul cosmic. Acesta este mintea umană.”
Circuitry Man este un film SF american din 1990 regizat de Steven Lovy după un scenariu de Steven Lovy și Robert Lovy. În rolurile principale joacă actorii Jim Metzle, Dana Wheeler-Nicholson și Lu Leonard.

## Prezentare
Într-un viitor post-apocaliptic lumea naturală a murit din cauza poluării și populația umană este nevoită să trăiască în subterane. O femeie (Lori) încearcă să introducă ilegal o valiză cu droguri de contrabandă din Los Angeles în rămășițele subterane ale New York-ului, în timp ce fuge atât de poliție cât și de gangsteri. De-a lungul drumului, ea este ajutată de un android romantic bio-mecanic (Danner) și urmărită de către Plughead, un răufăcător care are capacitatea de a se conecta la mintea oamenilor prin porturile și mufele aflate pe capul său.

## Actori
- Jim Metzler este Danner
- Dana Wheeler-Nicholson este Lori
- Lu Leonard este Juice
- Vernon Wells este Plughead
- Barbara Alyn Woods este Yoyo
- Dennis Christopher este Leech
- Steven Bottomley este Barman
- Barney Burman este Trișor
- Andy Goldberg este Squid
- Garry Goodrow este Jugs
- Amy Hill este Barman (Oxy Hill)
- Deborah Holland este Cântăreț
- Paul Willson este Beany
- Steve Hunter este Medic asistent
- Darren A. Lott este Jackee
- Karen Maruyama este Biker Bandit
- Steven Reich este Medic